# IJsland op de Olympische Winterspelen 2006
IJsland nam deel aan de Olympische Winterspelen 2006 in Turijn, Italië. Vijf skiërs namen deel, maar wonnen geen medailles.

## Deelnemers
| Sport               | Naam                        | Discipline                               | Rank          | Resultaten                                                                     |
| ------------------- | --------------------------- | ---------------------------------------- | ------------- | ------------------------------------------------------------------------------ |
| Alpineskiën mannen  | Sindri Már Pálsson          | Combinatie Afdaling Slalom               | - 48e -       | Afdaling 1.46,04, Slalom dnf 1.57,69 dnf                                       |
| Alpineskiën mannen  | Björgvin Björgvinsson       | Reuzenslalom Slalom                      | - 22e         | dnf 1e run 57,07, 2e run 54,16                                                 |
| Alpineskiën mannen  | Kristján Uni Óskarsson      | Reuzenslalom Slalom                      | - 28e         | dnf 1e run 58,92, 2e run 55,78                                                 |
| Alpineskiën mannen  | Kristinn Ingi Valsson       | Slalom                                   | 35e           | 1e run 1.03,27, 2e run 56,53                                                   |
| Alpineskiën vrouwen | Dagný Linda Kristjánsdóttir | Combinatie Afdaling Reuzenslalom Super-G | 28e 23e - 23e | Afdaling 1.31,65, Slalom 1e run 44,23, 2e run 48,37 1.59,43 1e run dnf 1.34,46 |

Albanië · Algerije · Amerikaanse Maagdeneilanden · Andorra · Argentinië · Armenië · Australië · Azerbeidzjan · België · Bermuda · Bosnië en Herzegovina · Brazilië · Bulgarije · Canada · Chili · China · Chinees Taipei · Costa Rica · Cyprus · Denemarken · Duitsland · Estland · Ethiopië · Finland · Frankrijk · Georgië · Griekenland · Groot-Brittannië · Hongarije · Hongkong · Ierland · IJsland · India · Iran · Israël · Italië · Japan · Kazachstan · Kenia · Kirgizië · Kroatië · Letland · Libanon · Liechtenstein · Litouwen · Luxemburg · Macedonië · Madagaskar · Moldavië · Monaco · Mongolië · Nederland · Nepal · Nieuw-Zeeland · Noord-Korea · Noorwegen · Oekraïne · Oezbekistan · Oostenrijk · Polen · Portugal · Roemenië · Rusland · San Marino · Senegal · Servië en Montenegro · Slovenië · Slowakije · Spanje · Tadzjikistan · Thailand · Tsjechië · Turkije · Venezuela · Verenigde Staten · Wit-Rusland · Zuid-Afrika · Zuid-Korea · Zweden · Zwitserland